# Solanum chrysotrichum
Solanum chrysotrichum es una especie de planta fanerógama perteneciente a la familia de las solanáceas. Esta especie se reconoce mejor por su tomento lanoso-ferrugíneo.

## Descripción
Son arbustos que alcanzan un tamaño de hasta 3 m de alto, escasamente armados; tallos tomentosos con tricomas multiangulados de pedículos largos y gruesos, con el brazo central a veces alargado y con acúleos cortos, rectos o incurvados de 2–5 mm de largo. Hojas solitarias, ampliamente ovadas, hasta 40 cm de largo, ápice agudo, base truncada o cordada, enteras o con lobos salientes, afelpadas, el tomento frecuentemente ferrugíneo. Inflorescencias simples, cimosas, con pocas ramas, cada rama racemosa, con varias flores, laterales, pedúnculos ramificados una o más veces; cáliz de 5 mm de largo, tomentoso por fuera con tricomas multiangulados, lobado 1/3 de su longitud, lobos angostamente triangulares; corola 30–50 mm de diámetro, blanca, lobada 1/3 de su longitud, lobos ovados, pubescentes en el medio; anteras 6–10 mm de largo. El fruto es una baya globosa, 1–1.5 cm de diámetro, glabra, verde, pedicelos fructíferos gruesos, no alargados, erectos; semillas aplanadas, 2.2–2.6 mm de diámetro.

## Distribución y hábitat
Es una especie común, que se encuentra en sitios alterados, en la zona norcentral; a una altitud de 1100–1600 metros; fl casi todo el año, fr may–sep; desde México a Sudamérica. 

## Taxonomía
Solanum chrysotrichum fue descrita por Diederich Franz Leonhard von Schlechtendal y publicado en Linnaea 19(1): 304–305. 1847[1846].
Etimología
Solanum: nombre genérico que deriva del vocablo Latíno equivalente al Griego στρύχνος (strychnos) para designar el Solanum nigrum (la "Hierba mora") —y probablemente otras especies del género, incluida la berenjena— , ya empleado por Plinio el Viejo en su Historia naturalis (21, 177 y 27, 132) y, antes, por Aulus Cornelius Celsus en De Re Medica (II, 33). Podría ser relacionado con el Latín sol. -is, "el sol", debido a que la planta sería propia de sitios algo soleados.
chrysotrichum: epíteto latino que significa "con pelos dorados".
Sinonimia
- Solanum pluviale Standl.
- Solanum torvum var. pleiotomum C.Y. Wu & S.C. Huang
- Solanum truncatum Standl. & C.V. Morton[7]